# Aylesbury
Aylesbury (/ ˈeɪlz bə ri, -bri /fonetski: eylz-buh-ree, -bree) je administrativni centar Buckinghamshira i smješten je u središnjem Buckinghamshiru, na pola puta između High Wycombea i Milton Keynesa. To je veliko drevno trgovište s nekoliko povijesnih pubova i dom je Dječje galerije Roald Dahl. 2010. otvoreno je novo kazalište Waterside Theatre koje ima 1200 sjedećih mjesta. Grad je prepoznat i kao duhovna kolijevka Paraolimpijskih igara. 
Vlada je Aylesburyju dodijelila status Grada Vrtova 2. siječnja 2017. godine. Broj gradskih stambenih jedinica će do 2033. godine, prema planu razvoja Aylesburyjske doline (Vale of Aylesbury Local Plan), narasti za više od 16 000 domova.

## Etimologija toponima
Ime grada potječe iz staroengleskog jezika. Prvo dokumentirano ime, Æglesburgh, moglo bi značiti "tvrđava Ægel". Moguće je i da sasko ime Ægeles + burh znači "grad crkve", od velške riječi za crkvu: eglwys (lat. Ecclesia).

Međutim, tek dolaskom Anglosasa 571. godine Aylesbury je dobio svoje ime; izvorno je to vjerojatno bilo Aiglerburgh. Tijekom godina samo ime je pisano na brojne različite načine, a u Povijesti Aylesburyja koju je napisao povjesničar Roberta Gibbs ( rođ. 13. lipnja 1949.) a navedeno je ukupno 57 varijacija!

## Povijest
Arheološkim istraživanjima u središtu grada je 1985. pronađena utvrda iz željeznog doba s početka 4. stoljeća pr. n. e., i to je najstarije nalazište koje ukazuje na prisutnost ljudi na ovom prostoru.

### Period Sasa
Aylesbury je bio jedno od uporišta drevnih Brita, kojima ga je 571. godine oduzeo Cutwulph, brat Ceawlina, kralja Zapadnih Sasa. Tu je bila tvrđava ili dvorac od veće važnosti, pa iz te okolnosti vjerojatno proizlazi saski naziv grada.
Velika Heathen vojska (staroengleski: mycel hæþen here; danski: Store Hedenske Hær), također poznata i kao Velika danska vojska, bila je koalicija skandinavskih ratnika uglavnom iz Danske, koji su napali Englesku 865. godine. Od kraja 8. stoljeća, Vikinzi su sudjelovali u povremenim prepadima na imućnija središta poput samostana. Međutim, Velika Heathen vojska bila je mnogo jača i imala je za cilj zauzeti i osvojiti četiri engleska kraljevstva: Istočnu Angliju, Northumbriju, Merciju i Wessex, što je rezultiralo protjerivanjem Anglosasa pa su se Danci nastanili na njihovim teritorijama. Međutim, u 10. stoljeću su ih pregazile trupe Eduarda III. Ispovjednika posljednjeg kralja iz dinastije Wessex. Nakon toga je uslijedilo oko 90 godina nestabilnosti, a područje je bilo smireno tek nakon normanskog osvajanja Engleske 1066. godine.

### Period Normana
U doba vladavine Normana Aylesbury je bio jedan od najvažnijih trgovačkih centara anglosaskog razdoblja i naveden je u knjizi Sudnjeg dana nedugo nakon normanskog osvajanje Engleske. Međutim Aylesbury, bez obzira na važnost trgovačkog mjesta, nije bio ništa više od velikog sela koje je nastanjivalo nekoliko stotina stanovnika. Stoljećima je Aylesbury ostao veliko selo, tako da ga je u tome periodu pogrešno smatrati gradom kao takvim. U to vrijeme većina ljudi u Aylesburyju živjela je od poljoprivrede.

### Period Tudora
Henrik VIII. je 1529. godine dodijelio status glavnog grada Buckinghamshira Aylesburyju umjesto dotadašnjeg Buckinghama jer je navodno Ana Boleyn posjedovala imanje u istom gradu. Postoji vjerovanje da je Henrik VIII. učinio Aylesbury glavnim gradom grofovije radije nego Buckingham, jer je tamo bio redoviti posjetitelj udvarajući se Ani.

### Engleski građanski rat
Tijekom engleskog građanskog rata (1642. – 1649.) grad je imao važnu ulogu kao tvrđava za parlamentarističke snage. Njihov heroj John Hampden, (lipnja 1595. – 24. lipnja 1643.) koji je bio engleski zemljoposjednik i političar čije se protivljenje proizvoljnim porezima koje je nametnuo Karlo I. učinilo nacionalnim herojem, bio je iz Buckinghamshirea i pomogao je obraniti Aylesbury u bitci koja se odigrala 1. studenoga 1642. godine, kada su se rojalističke snage pod zapovjedništvom princa Ruperta (17. prosinca 1619. – 29. studenoga 1682.) borile protiv parlamentarističkog garnizona Aylesburyja na Holmanovom mostu nekoliko kilometara sjeverno od Aylesburyja.
Blizina toga mosta Velikom Hampdenu, domu Johna Hampdena, učinila je od Hampdena lokalnog heroja.

Njegova se silueta nalazi na amblemu koji koristi Vijeće okruga Aylesbury Vale, a njegov kip vidno stoji u centru grada. Skladatelj Rutland Boughton (1878. – 1960.), rođen u Aylesburyju, vjerojatno nadahnut kipom Johna Hampdena, skladao je Simfoniju br. 1 - Oliver Cromwell.

### Moderno doba
Gradski tržni trg okružen je povijesnim zgradama poput grofovijske vijećnice (1723. – 1740.) i gostionice King's Head koja datira iz 15. stoljeća. Također, gimnazija koju je osnovao Sir Henry Lee od Ditchleyja 1598. godine, danas je dio grofovijskog muzeja.

Kroz dugački period srednjeg vijeka Aylesbury je imao dva sajma svake godine, što su bili važni događaji koji su privlačili ljude iz cijelog Buckinghamshirea da kupuju i prodaju svoju robu.
Tijekom 17. i 18. stoljeća osnovna kućna radinost bila je izrada čipke i uzgoj pataka. Te su radinosti uglavnom poduzimali siromašniji stanovnici koji su se naseljavali u Aylesburyju. Kroz 19. stoljeće Aylesbury je stekao široku slavu promovirajući svoju pasminu Aylesbury Patke koje su uzgajane uglavnom zbog mesa i izgleda, a posjetitelji su hrlili da kupe delikatese od lokalnih trgovaca.

Početkom 19. stoljeća, francuski kralj Luj XVIII. živio je u emigraciji u kući Hartwell od 1809. do 1814. godine.

Vojni inženjer Sir Joshua Jebb 1845. godine bio je tvorac izvornog dizajna Aylesbury tamnice koja je trebala poslužiti jednoj od najkontroverznijih metoda kaznene reforme u viktorijansko doba. Zatvorenici su držani u samicama i morali su biti u tišini dok su izdržavali kazne. 250 muškaraca držalo se u pojedinačnim ćelijama u kojima su jeli, spavali i prali se a sve u tišini. Napuštali su svoje ćelije samo da bi išli na misu. Zatvorska kapela imala je 247 sjedala dizajniranih tako da, dok su osuđenici mogli vidjeti svećenika, nisu se mogli međusobno vidjeti.

### Velika pljačka vlaka
U 20. stoljeću grad je na sebe skrenuo svjetsku pažnju 1963. godine kada je izvršena dobro organizirana velika pljačka vlaka. U toj pljački je opljačkano 2,6 milijuna funti (vrijednost 2021. skoro 20 000 000 funti) iz vlaka Royal Mail-a koji se kretao od Glasgowa prema Londonu na glavnoj liniji zapadne obale u ranim satima 8. kolovoza 1963. godine. Sve se odigralo na željezničkom mostu blizu sela Mentmorea u Aylesbury dolini. Nedugo nakon plačke svi pljačkaši su bili uhićeni i suđeno im je na Krunskom sudu Aylesburyja (Aylesbury Crown Courtu).

## Galerija
- Kazalište Waterside u Aylesburyju.
- Aylesbury College
- Market Square, Aylesbury.
- Crkva s, Marije Djevice u Aylesburyju.
- Muzej grofovije Buckinghamshire.
- Hartwell House u kojoj je u progonstvu živio Luj XVIII.